# Nationalpark Lossiny Ostrow

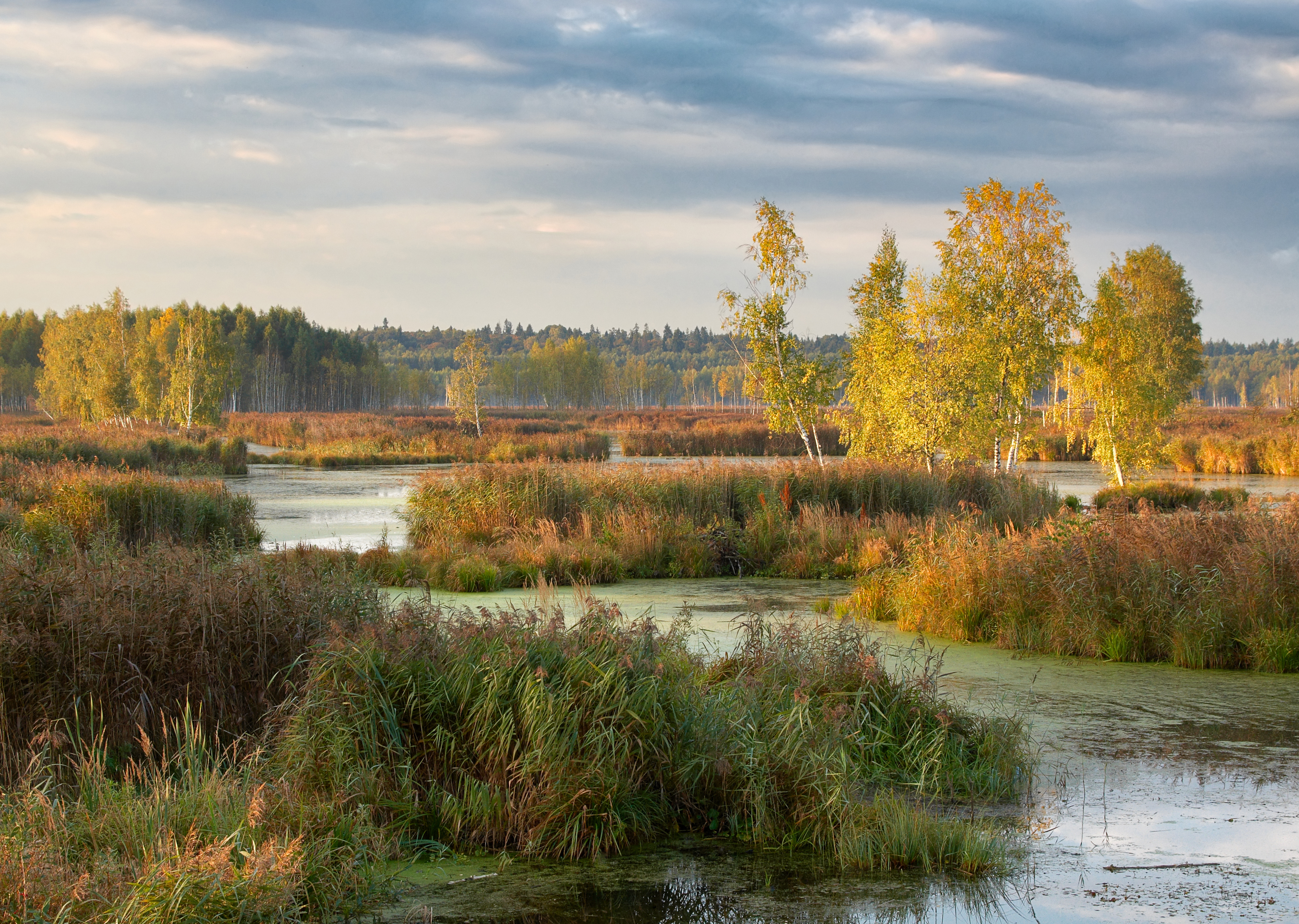
Ein Sumpf am Jausa-Oberlauf innerhalb des Nationalparks

Der Nationalpark Lossiny Ostrow (russisch Национа́льный парк Лоси́ный О́стров; deutsch Nationalpark Elchinsel) ist ein Nationalpark in Russland. Er befindet sich am nordöstlichen Rande Moskaus und ist zugleich das größte zusammenhängende Waldgebiet auf dem Gebiet der russischen Hauptstadt.

## Lage und Beschreibung
Das Waldgebiet des Nationalparks Lossiny Ostrow erstreckt sich auf einer Fläche von über 120 km² von den Wohngebieten des Östlichen und des Nordöstlichen Moskauer Verwaltungsbezirks bis weit über die Stadtgrenzen hinaus Richtung Mytischtschi und Koroljow. Genau dort, wo der Nationalpark die Stadtgrenzen Moskaus überschreitet, wird er vom Autobahnring MKAD zerschnitten. Der Nationalpark besteht zu rund 85 Prozent aus Waldflächen, der Rest verteilt sich auf Wasserflächen (zwei Prozent), Sumpfgebiete (fünf Prozent) sowie Reserveflächen für eine mögliche Erweiterung des Nationalparks. Auf dem Moskauer Stadtgebiet liegt rund ein Drittel der Gesamtfläche des Parks, der Rest gehört zur Oblast Moskau.

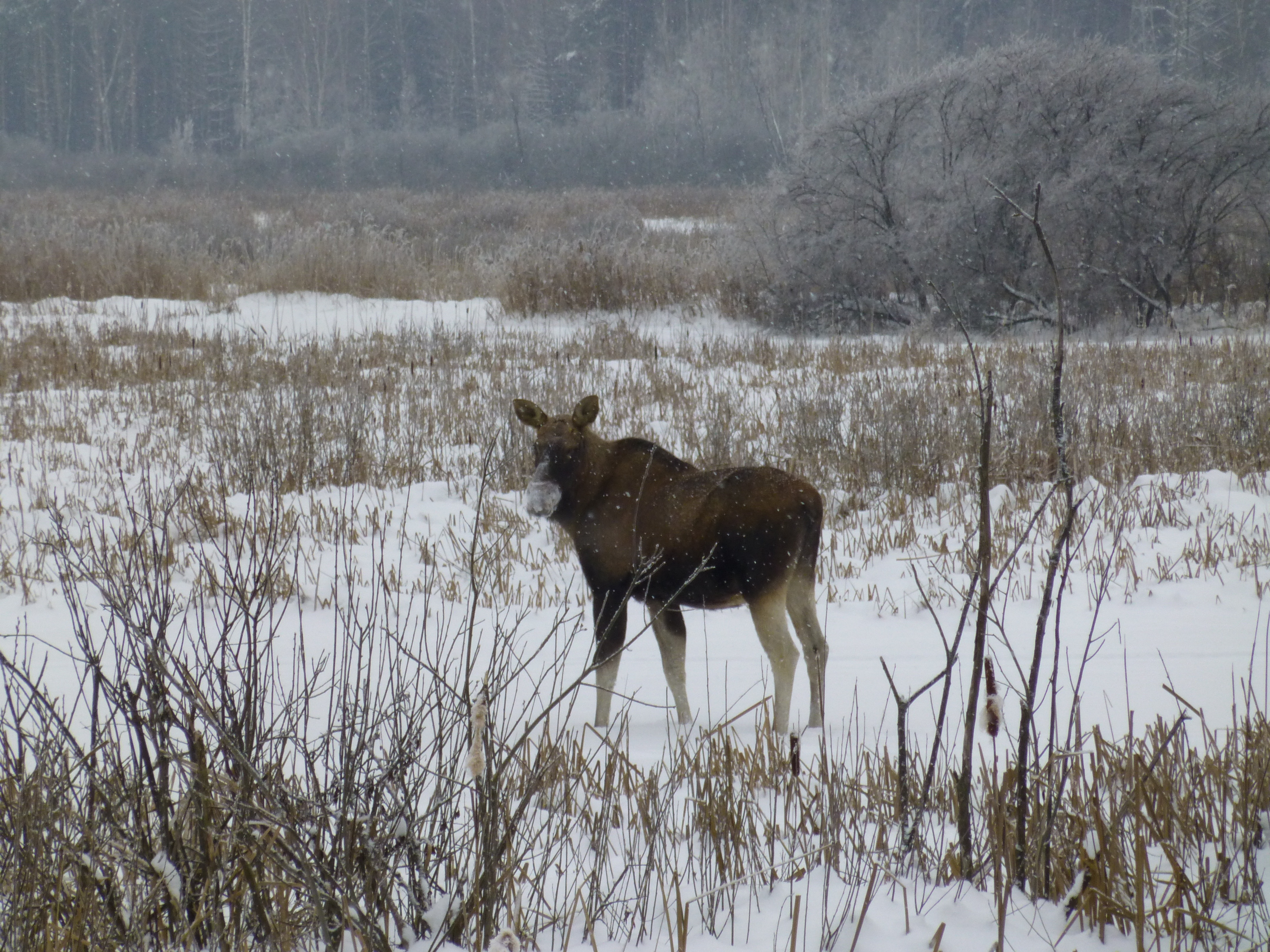
Elchkuh im NP Elchinsel, Moskau

Geografisch gehört Lossiny Ostrow zu den nordwestlichen Ausläufern der Meschtschora-Tiefebene, die sich über große Teile der östlichen Oblast Moskau erstreckt. Die Höhe des Gebietes liegt zwischen 146 und 175 Meter über dem Meeresspiegel. Durch Lossiny Ostrow fließt der Fluss Jausa, der dort auch entspringt.
Etwa 26 Prozent der Fläche des Nationalparks, das ist vor allem der zu Moskau gehörende Teil, sind offiziell als Naherholungsgebiet eingestuft und dürfen uneingeschränkt betreten werden. Auf weiteren 27 Prozent ist nur das Betreten speziell ausgewiesener Wege erlaubt, während die restlichen 47 Prozent im Mittelbereich des Parks einen sogenannten Sapowednik darstellen, das heißt ein besonders streng geschütztes Naturreservat, das nur im Rahmen einer Führung betreten werden darf.

## Geschichte

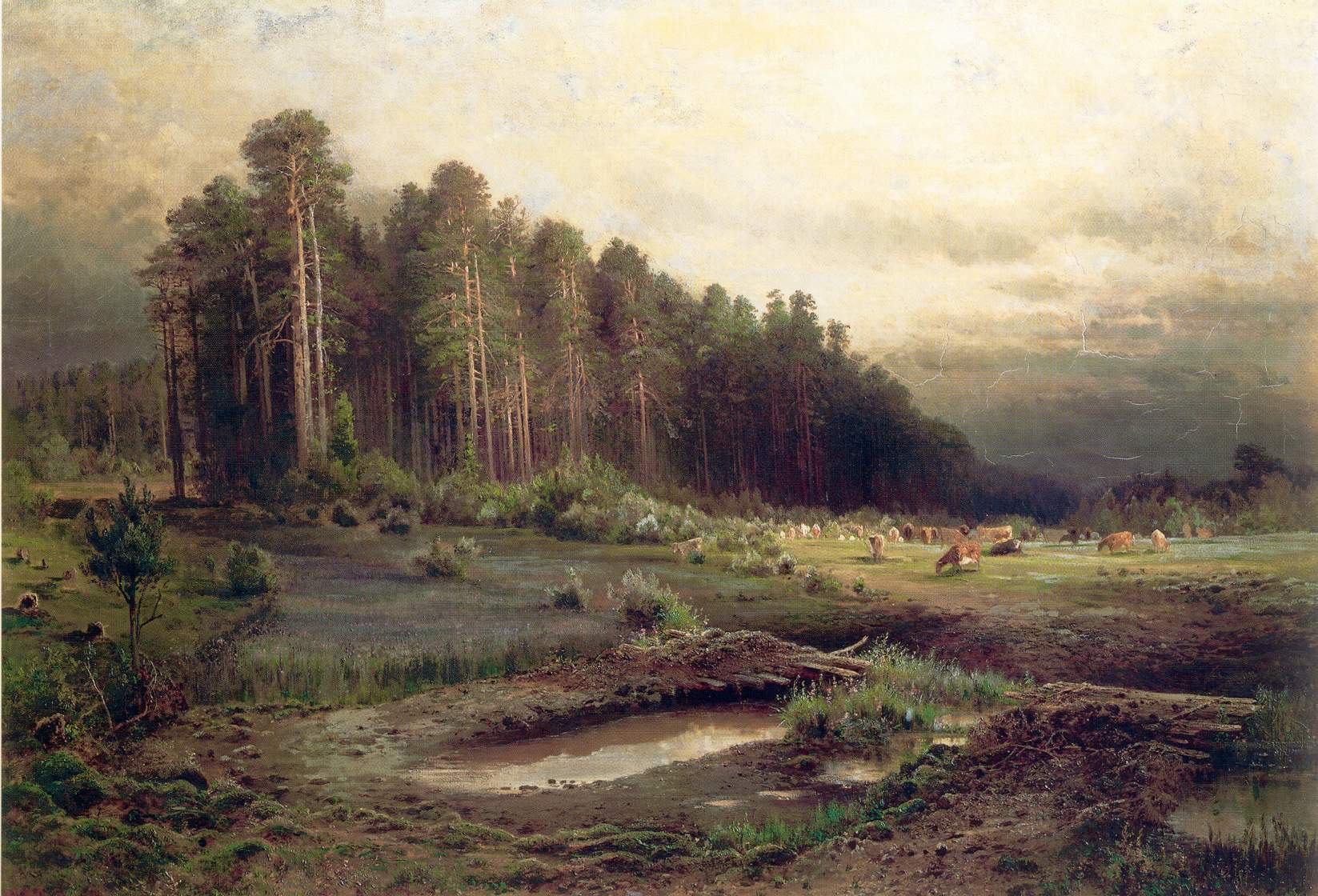
„Die Elchinsel in Sokolniki“, eine Malerei von Alexei Sawrassow, 19. Jahrhundert

Die Waldgebiete von Lossiny Ostrow stellen praktisch die einzigen noch übrig gebliebenen Urwaldgebiete in Moskau und näherer Umgebung dar. Noch zur Zarenzeit galt dieser Ort als beliebtes Jagdausflugsgebiet des Moskauer Hochadels; in dessen Nähe – nämlich im damaligen Dorf und heutigem Stadtviertel Sokolniki, dessen Park ebenfalls zu den Ausläufern Lossiny Ostrows gehört – wurde unter dem Zaren Alexei I. eine Falknerei betrieben. Im Jahre 1799 wurden Teile des Waldgebietes unter Naturschutz gestellt, die erste Försterei entstand dort 1842. Seit Anfang des 20. Jahrhunderts gab es Pläne zur Schaffung eines Nationalparks aus diesem Waldgebiet, jedoch wurden sie von der Oktoberrevolution, dem Bürgerkrieg und etwas später dem Zweiten Weltkrieg verdrängt. Erst in den 1970er-Jahren erfolgte eine offizielle Unterschutzstellung, zunächst 1979 als Naturpark, seit 1983 schließlich als Nationalpark. Damit wurde Lossiny Ostrow auch zum ersten Nationalpark in Russland.

## Flora und Fauna
Die Waldgebiete des Nationalparks Lossiny Ostrow stellen im Wesentlichen einen Mischwald dar, wobei im Kerngebiet des Parks vor allem Fichten zusammen mit Linden und Birken wachsen, während der östliche Teil des Parks von Kiefernwäldern dominiert wird. Insgesamt sind in Lossiny Ostrow rund 600 Pflanzenarten anzutreffen, von denen eine Reihe auf der russischen Roten Liste steht. Im Bereich der Jausa-Quelle befinden sich viele Sumpfgebiete.
Auch die Tierwelt des Nationalparks ist mit über 40 Säugetierarten vielfältig, wobei die seltensten Arten vorwiegend im geschützten Teil des Parks leben. Hierzu gehören die für den Nationalpark namensgebenden Elche, ferner Damhirsche, Wildschweine, Dachse, Hermeline, Biber, Nerze und andere Tiere, die teilweise in der näheren Umgebung Moskaus sonst nirgendwo mehr erhalten geblieben sind. Zu der Fauna von Lossiny Ostrow gehört auch eine reichhaltige Vogelwelt mit rund 125 Brut- und 170 Zugvogelarten.
Obwohl der Park durch den Autobahnring MKAD unüberwindbar unterbrochen ist, leben auch in dem inneren, stadtzugewandten Teil viele Elche.